# یاسوکو اندو
یاسوکو اندو (انگلیسی: Yasuko Endō؛ ۲۱ اکتبر ۱۹۶۸ – ۳۰ مارس ۱۹۸۶) مدل (شخص)، بازیگر اهل ژاپن بود.